# Arbeiterova 4 (Tábor)
Měšťanský dům s adresou Arbeiterova 4 se nalézá v hlavní části městské památkové rezervace v Táboře (čj. 36.568/61-V/2), v blízkém okolí Žižkova náměstí a jeho pozdně gotické radnice.

## Popis

### Historie
Dům čp. 57 stojí na nepravidelném pozemku p. č. 334, o výměře 254 m², je jednopatrový a jeho hladká čelní strana je situována do ohybu Arbeiterovy ulice, kde tvoří součást řadové zástavby. Původně renesanční dům, postavený na středověkém základě, byl přestavován v 18. a 19. století.
Jako velká část domů v této oblasti i tento dům v roce  podlehl požáru. Nově vystavěný dům (na místě dnešního dvorku) měl být v roce  prodán, později však zchátral a roku  zanikl.
Další zmínky o stavbě na tomto místě jsou z počátku 18. století. Následné úpravy, které proběhly v roce 1910, byly ve stejném duchu. Byla zbourána pavlač, dřevěný záchod přestavěn na zděný a rozšířena konírna pro ustájení koní. Původní kolna byla v roce  upravena pro kočáry.
V roce  byl zjištěn havarijní stav štítové zdi směrem do Zelenářské ulice a proběhly stavební práce pro záchranu ohrožených zdí, i statického zajištění podzemí. V roce  byla z původní konírny zřízena garáž, v roce 1986 opravena fasáda a v letech – postupně provedena kompletní rekonstrukce včetně ohradních zdí kolem dvorků i parteru, vyměněna okna a položena nová střešní krytina.

### Architektura
Dům z hlediska památkového má význam především urbanistický, je nedílnou součástí řadové zástavby domů jižní fronty v této ulici. Směrem jižním vybíhá do ulice Zelenářské a spolu s ohradní zdí a bránou se stává pohledovou dominantou v severní frontě domů v Zelenářské ulici, směrem z ulice Soukenické. Na východě a na západě v Zelenářské ulici přiléhají k domu celkem dva dvorky. 
V domě Arbeiterova 57 jsou také zajímavé sklepy - východní sklepní prostor je zaklenut valenou kamennou klenbou, západní sklepní prostor je zaklenut novodobější cihlovou valenou klenbou s výsečemi.

### Kulturní památka
Dům je veden jako nemovitá kulturní památka, rejstříkové číslo ÚSKP 38803/3-4545 – měšťanský dům. Dům je v soukromém vlastnictví. Stavem kulturních památek a kontrolou jejich užívání se zabývá odbor rozvoje MÚ Tábor, který také zajišťuje státní správu na úseku památkové péče a řeší většinu otázek týkajících se památek i památkově chráněného území.Město Tábor je také od roku 1993 aktivně zapojeno do Programu regenerace městských památkových rezervací (MPR) a městských památkových zón (MPZ).
Již v roce 1962 bylo historické jádro Starého Města vyhlášeno národní kulturní památkou (č. 251/1962 Sb.), jako v jediném městě v té době v ČSSR. Centrální část města, jejíž součástí je i dům Arbeiterova 57/4, je protkána hustou sítí křivolakých uliček, skoro v každé z nich lze nalézt památkově chráněný dům. Většinou jde o renesanční památky, především o řadu měšťanských domů (cca 153 nemovitostí, z toho v soukromém vlastnictví 60%, ve vlastnictví obce 32 %), s jejich charakteristickými prvky (obloučkovými štíty, freskami, sgrafity).
Současnost se zde prolíná s minulostí, s historickou atmosférou jeho ulic a staveb, jako je např. i tento měšťanský dům. I proto je Tábor označován za jedno z nejmalebnějších měst v České republice.

## Táborská síť sklepení
V celém městě je rozsáhlá síť sklepů z 15. a 16. století (tzv. „lochů“), vyhloubených ve skalním podloží, někdy v hloubce až 16 metrů. Řadí se mezi technické památky pozdního středověku. Některé z nich byly postupně propojeny a vytvořily jakýsi podzemní labyrint, dnes dlouhý cca 800 metrů, a zpřístupněný veřejnosti. Dříve sklepy plnily funkci skladovací (potravin i majetku) a obrannou (nepřítel i požáry).